# Viktor Lukomski
Viktor Lukomski (en serbe cyrillique : Виктор Лукомски) était un architecte serbe d'origine russe.

## Œuvres
Avec Nikola Krasnov, Viktor Lukomski a participé à la réalisation du Kraljevski dvor (le « Palais royal ») sous la direction de l'architecte serbe Živojin Nikolić ; le palais a été construit entre 1924 et 1929 ; il est caractéristique du style serbo-byzantin.

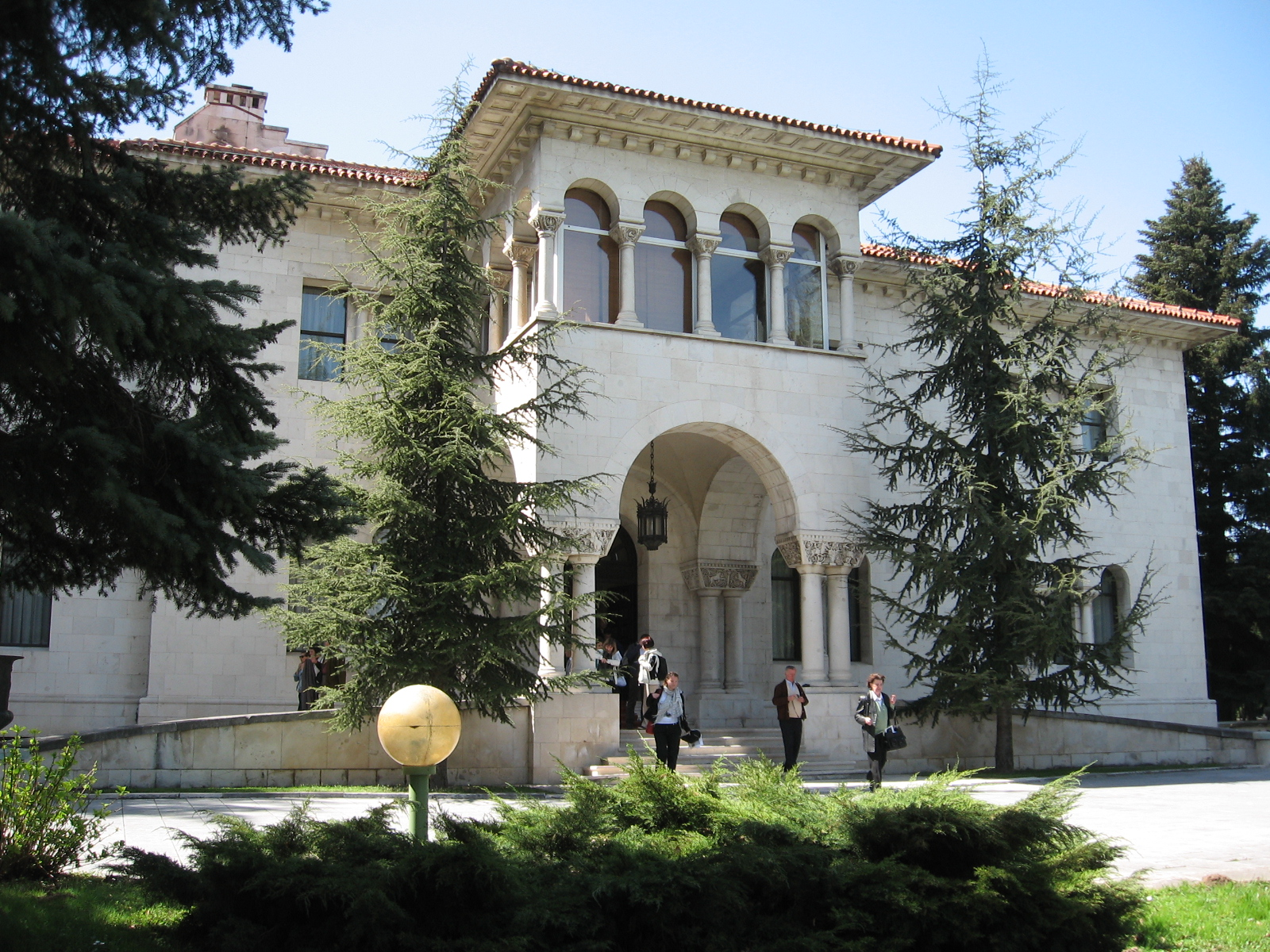
Le Kraljevski dvor

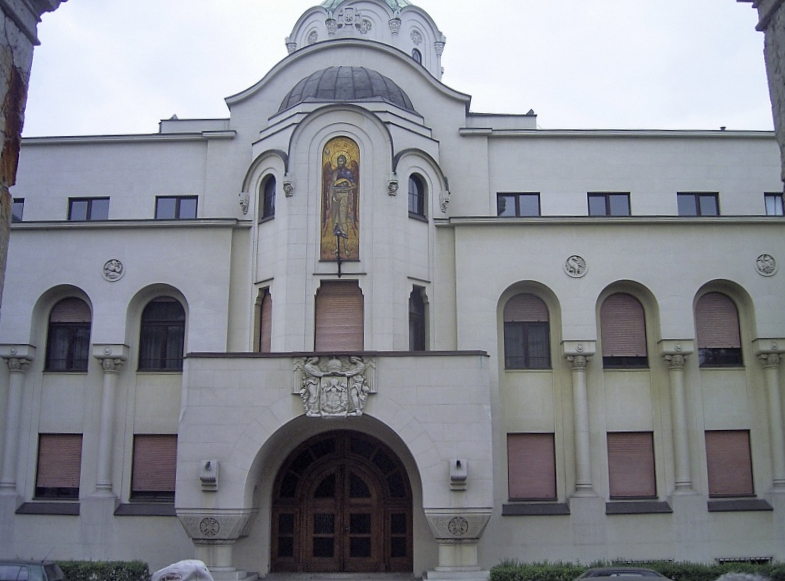
Le bâtiment du Patriarcat de Belgrade

Viktor Lukomski est l'auteur de l'hôtel Avala, construit en 1931 ; l'ensemble est traité dans un style néorenaissance avec de nombreux éléments décoratifs rappelant l'architecture serbo-byzantine (corniches, colonnes, chapiteaux, archivoltes etc.) ; des éléments empruntés à l'architecture traditionnelle serbe se retrouvent aussi dans les porches en arcades ; en revanche, le toit plat et les ouvertures rectangulaires sans ornement donnent au bâtiment une allure moderne ; ce mélange entre les architectures modernes et traditionnelles donne à l'hôtel une importante valeur architecturale qui lui vaut d'être classé. Il a également conçu le bâtiment du Patriarcat de Belgrade, construit entre 1933 et 1935 et qui mêle lui aussi le modernisme et l'architecture serbo-byzantine traditionnelle ; en raison de son importance architecturale et religieuse, cet édifice, l'œuvre la plus célèbre de l'architecte, figure sur la liste des monuments culturels protégés de la République de Serbie et sur la liste des biens culturels protégés de la Ville de Belgrade.